# نشتلباخ ایم یلتستال
نشتلباخ ایم یلتستال (به آلمانی: Nestelbach im Ilztal) یک منطقهٔ مسکونی در اتریش است که در هارتبرگ فورستنفلد واقع شده‌است. نشتلباخ ایم یلتستال ۱۴٫۴۳ کیلومتر مربع مساحت دارد ۳۰۲ متر بالاتر از سطح دریا واقع شده‌است.